# Bioussac
Bioussac é uma comuna francesa na região administrativa da Nova Aquitânia, no departamento de Charente. Estende-se por uma área de 15,64 km². Em 2010 a comuna tinha 228 habitantes (densidade: 14,6 hab./km²).